# Blackstonia
Blackstonia é um género botânico pertencente à família Gentianaceae.
O género foi descrito por Huds., tendo sido publicado em Flora Anglica 146. 1762.

## Espécies
De acordo com o NCBI (28 de Agosto de 2014):
- Blackstonia acuminata (W.D.J.Koch & Ziz) Domin
- Blackstonia grandiflora Pau, 1924
- Blackstonia imperfoliata (L.f.) Samp.
- Blackstonia perfoliata (L.) Huds.

## Portugal
Em  Portugal estão identificados as seguintes espécies e subespécies:
- Blackstonia acuminata
  - Blackstonia acuminata (Koch & Ziz) Domin subsp. acuminata
  - Blackstonia acuminata (Koch & Ziz) Domin subsp. aestiva (K.Malý)
- Blackstonia imperfoliata (L.f.) Samp.
- Blackstonia perfoliata
  - Blackstonia perfoliata (L.) Huds. subsp. perfoliata
  - Blackstonia perfoliata (L.) Huds. subsp. intermedia (Ten.) Zeltner

Todas elas estão presentes apenas em Portugal Continental, de onde são nativas.